# NGC 4084
NGC 4084 é uma galáxia  localizada na direcção da constelação de Coma Berenices. Possui uma declinação de +21° 12' 54" e uma ascensão recta de 12 horas, 05 minutos e 15,3 segundos.
A galáxia NGC 4084 foi descoberta em 26 de Abril de 1865 por Heinrich Louis d'Arrest.